# Tribulus securidocarpus
Tribulus securidocarpus är en pockenholtsväxtart som beskrevs av Adolf Engler. Tribulus securidocarpus ingår i släktet tiggarnötter, och familjen pockenholtsväxter. Inga underarter finns listade i Catalogue of Life.